# Дібрівське (Курманський район)
Дібрі́вське (до 1948 року — Молла-Елі; крим. Molla Eli) — село Курманського району Автономної Республіки Крим.